# Сумма открытых позиций
Сумма открытых позиций, открытый интерес (от англ. open interest) — технический индикатор, значение которого равно количеству действующих срочных контрактов, таких, как, фьючерсы и опционы, расчет по которым ещё не был произведён.
На каждого покупателя фьючерсного контракта приходится продавец. С момента, когда продавец или покупатель открывают позицию по контракту до момента расчета по нему, контракт (позиция) считается «открытым».

## Торговые стратегии
Абсолютное значение индикатора указывает лишь на ликвидность инструмента на рынке, однако сочетания данного индикатора с другими могут дать важную информацию о потоке капитала.